# Jurij Vega

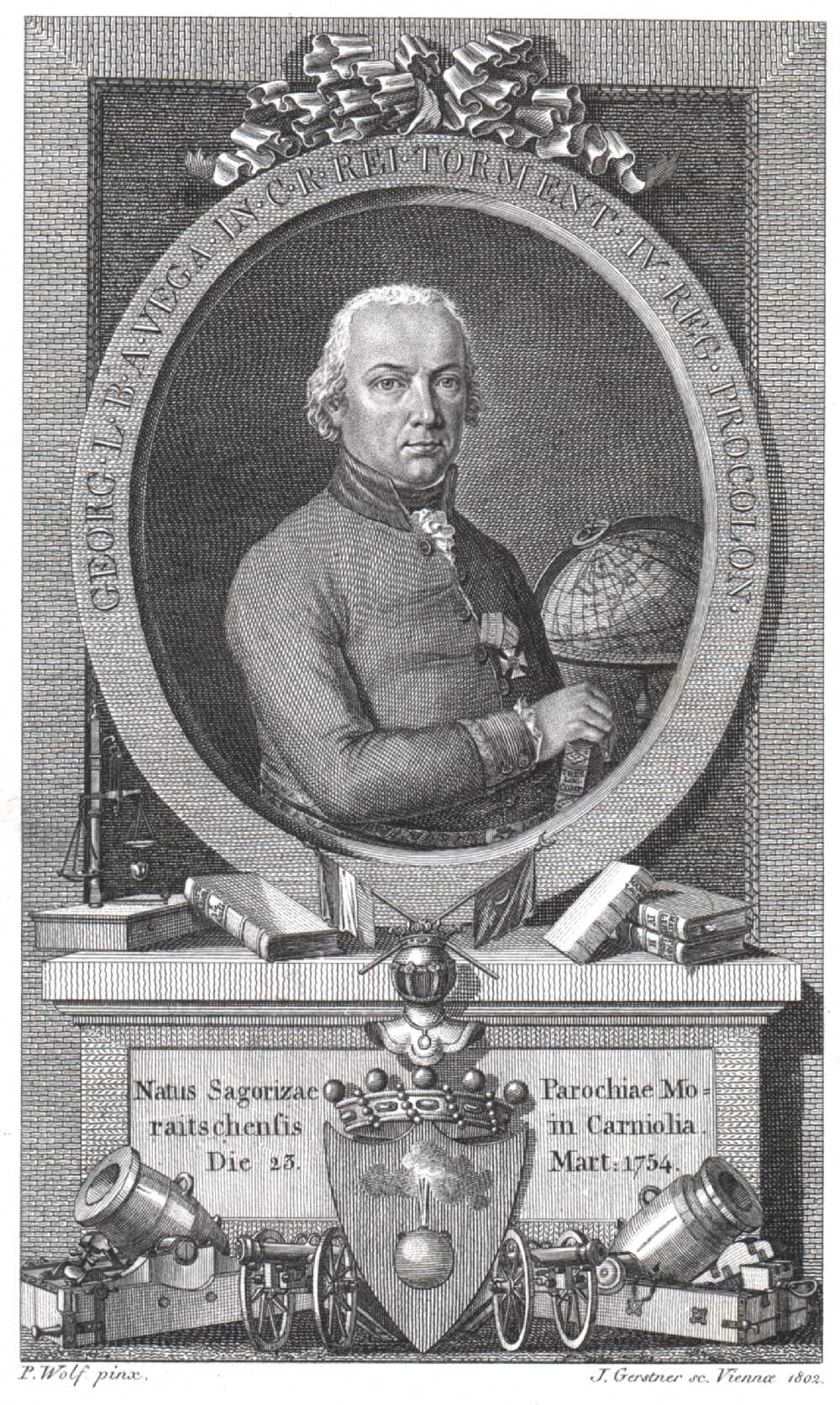
Jurij Vega

Jurij Bartolomej Vega (Zagorica pri Dolskem (Hertogdom Krain), 23 maart 1754 — Wenen, 26 september 1802) was een Sloveens wis- en natuurkundige en artillerieofficier die in 1789 de eerste 140 decimalen voor pi berekende, waarvan er 126 correct waren. Dit was vijftig jaar lang het wereldrecord. Hij verbeterde de formule van John Machin uit 1706 en deze formule wordt vandaag de dag nog steeds aangehaald.